# ルア
ルア（マルタ語: Luqa）は、マルタ南東部に位置する町。人口は5,945人（2014年）。古い都市並みに高い人口密度を有する同国の典型的な町である。ルアとはアラム語でポプラを意味する。中央広場には守護聖人アンデレを祀る教会があり、7月第1日曜日に聖アンデレの伝統的な祭りが、11月30日には礼拝祭が催される。

## 歴史
イギリス統治下にイギリス空軍の飛行場が建設された。第二次世界大戦では攻撃目標となり多数の民間人が犠牲となった。マルタ独立後はマルタ国際空港となり、航空輸送の中心として機能している。敷地内にマルタ航空が本社を置いている。

## 文化
マラキ・マーティンの著書 "King of Kings" では、Luqqawatnaの名で紀元前1000年ごろの古代ペリシテ人の隠された首都として描かれている。

## 政治
ルア市議会は定数7、3年毎に改選される。議員のうち一人が市長となる。

## 著名な人物
著名な時計職人のミケランジェロ・サピアーノ（1826年 – 1912年）はルアに住んでいた。彼はさまざまな時計を組み立て、その中には教会の鐘楼の時計も含まれた。彼の家は現在もパウル・マグリ街にある。